# Charli
Charli è il terzo album in studio della cantautrice britannica Charli XCX, pubblicato il 13 settembre 2019 dalle etichette discografiche Asylum Records e Atlantic Records UK.

## Antefatti
Nel mese di giugno 2019, Charli XCX ha rivelato che l'album avrebbe contenuto quindici tracce e quattordici collaborazioni. Il 13 giugno la cantante ha postato la copertina del disco sui suoi social media, confermandone inoltre titolo, data di pubblicazione, lista tracce e durata.

## Promozione
Il singolo apripista, 1999, è stato pubblicato il 5 ottobre 2018. Il brano, che vede la collaborazione di Troye Sivan, ha goduto di discreto successo commerciale, raggiungendo la top 20 delle classifiche di Australia e Regno Unito, dove è stato certificato rispettivamente disco di platino e disco d'argento. I due hanno inoltre debuttato la loro seconda collaborazione 2099 al Go West Fest di Los Angeles il 6 giugno 2019.
Charli XCX ha eseguito dal vivo per la prima volta il brano Gone insieme a Christine and the Queens nell'ambito del Primavera Sound a Barcellona il 30 maggio 2019. Il brano ha visto la sua pubblicazione commerciale il successivo 17 luglio, diventando il terzo singolo ufficiale estratto dall'album. Il 23 ottobre 2019 White Mercedes è stato mandato in rotazione radiofonica in Italia, diventando il quarto singolo di Charli.
Prima dell'uscita di Charli sono state pubblicate quattro tracce in digitale: Cross You Out con Sky Ferreira il 16 agosto 2019, Warm con le Haim il 30 agosto, February 2017 con Clairo e Yaeji il 6 settembre, e la già menzionata 2099 con Troye Sivan il 10 settembre.
Insieme all'album, Charli XCX ha annunciato una tournée in suo supporto, chiamata Charli Live, iniziata il 21 luglio 2019 a Chicago, che la terrà occupata fino alla data finale del 28 novembre a Mosca. Fra gli artisti di supporto, compaiono Tommy Genesis, Brooke Candy, Dorian Electra e Allie X.

## Accoglienza
Charli è stato accolto positivamente dai critici musicali: ha infatti ottenuto un punteggio di 83 su 100 su Metacritic in base a 18 recensioni. Scrivendo per NME, Hannah Mylrea ha descritto l'album come "ardito, sfacciato e geniale" e ne ha apprezzato la coerenza con la visione artistica e con lo stile della cantante, mentre secondo Neil McCormick del Telegraph, Charli è un disco futuristico. Questo aggettivo è stato anche utilizzato da Claire Biddles della rivista online The Line of Best Fit, che l'ha scelto come disco della settimana. Michelle Kim di Pitchfork ha apprezzato la "produzione audace" e i "testi eloquenti" presenti nel disco. Tony Bryant di CelebMix ha affermato che "Charli XCX non è solo pronta a scalare nuovamente le classifiche, ma anche a rimettere il suo nome in prima linea nell'industria musicale", apprezzando come la cantante sia rimasta fedele al suo stile musicale, pur tenendo in considerazione la possibilità di riscuotere successo commerciale.

## Tracce
1. Next Level Charli – 2:37 (Charlotte Aitchison, Alexander Guy Cook)
2. Gone (con Christine and the Queens) – 4:06 (Charlotte Aitchison, Noonie Bao, Héloïse Letissier, Linus Wiklund, Nicholas Petitfrère, Alexander Guy Cook)
3. Cross You Out (feat. Sky Ferreira) – 3:28 (Charlotte Aitchison, Noonie Bao, Linus Wiklund, Alexander Guy Cook)
4. 1999 (con Troye Sivan) – 3:09 (Charlotte Aitchison, Noonie Bao, Oscar Holter, Troye Sivan, Brett McLaughlin)
5. Click (feat. Kim Petras & Tommy Cash) – 3:53 (Charlotte Aitchison, Jaan Umru Rothenburg, Theron Thomas, Tommy Cash, Alexander Guy Cook)
6. Warm (feat. Haim) – 3:45 (Charlotte Aitchison, Este Haim, Danielle Haim, Alana Haim, Alexander Guy Cook)
7. Thoughts – 3:11 (Charlotte Aitchison, Alexander Guy Cook)
8. Blame It on Your Love (feat. Lizzo) – 3:12 (Charlotte Aitchison, Sasha Sloan, Noonie Bao, StarGate, Finn Keane, Lizzo)
9. White Mercedes – 3:23 (Charlotte Aitchison, Andrew Wotman, Ali Tamposi, Nathan Perez)
10. Silver Cross – 3:28 (Charlotte Aitchison, Alexander Guy Cook)
11. I Don't Wanna Know – 3:05 (Charlotte Aitchison, Alexander Guy Cook)
12. Official – 3:04 (Charlotte Aitchison, Noonie Bao, Patrik Berger, Finn Keane, Alexander Guy Cook)
13. Shake It (feat. Big Freedia, Cupcakke, Brooke Candy & Pabllo Vittar) – 4:35 (Charlotte Aitchison, Alexander Guy Cook, Nicholas Petitfrère, Elizabeth Harris, Freddie Ross Jr., Pabllo Vittar, Rodrigo Gorky, Pablo Bispo, Arthur Marques, Zebu, Maffalda)
14. February 2017 (feat. Clairo & Yaeji) – 2:33 (Charlotte Aitchison, Claire Cottrill, Katherine Yaeji Lee, Charles Teiller, Alexandre Teiller, Caroline Beatrix, Christine Maurin, Alexander Guy Cook)
15. 2099 (feat. Troye Sivan) – 3:25 (Charlotte Aitchison, Alexander Guy Cook, Troye Sivan, Nicholas Petitfrère)

Tracce bonus nell'edizione giapponese
1. Gone (Clarence Clarity Remix) (con Christine and the Queens) – 3:51 (Charlotte Aitchison, Noonie Bao, Héloïse Letissier, Linus Wiklund, Nicholas Petitfrère, Alexander Guy Cook)
2. Blame It on Your Love (feat. Lizzo) (Kat Krazy Remix) – 2:30 (Charlotte Aitchison, Sasha Sloan, Noonie Bao, StarGate, Finn Keane, Lizzo)
3. 1999 (Alphalove Remix) (con Troye Sivan) – 3:55 (Charlotte Aitchison, Noonie Bao, Oscar Holter, Troye Sivan, Brett McLaughlin)

## Classifiche
| Classifica (2019-22) | Posizione massima |
| -------------------- | ----------------- |
| Australia            | 7                 |
| Austria              | 73                |
| Belgio (Fiandre)     | 55                |
| Belgio (Vallonia)    | 54                |
| Canada               | 50                |
| Francia              | 92                |
| Germania             | 91                |
| Giappone             | 86                |
| Grecia               | 60                |
| Irlanda              | 21                |
| Lituania             | 63                |
| Nuova Zelanda        | 26                |
| Regno Unito          | 14                |
| Spagna               | 28                |
| Stati Uniti          | 42                |
| Svizzera             | 54                |